# 金家荘区
金家荘区（きんかしょう-く）は中華人民共和国安徽省馬鞍山市にかつてあった市轄区。2012年に花山区と合併した。

## 行政区画
- 街道:金家荘街道、江辺街道、塘西街道、慈湖街道